# كوينل براون
كوينل براون (بالإنجليزية: Quinnel Brown)‏ مواليد 26 أغسطس 1983 في شيكاغو، هو لاعب كرة سلة أمريكي. بدأ مسيرته الاحترافية في سنة 2005. يلعب مع وندسور إكسبرس في دوري كندا الوطني لكرة السلة. يحمل الرقم 15. يبلغ طوله 6 قدم 6 بوصة (2.0 م). لعب مع سندسفال دراغونز في الدوري السويدي لكرة السلة وفريبورغ أولمبيك.

## روابط خارجية
- كوينل براون على موقع كرة السلة الأوروبية.كوم (الإنجليزية)
- كوينل براون على موقع كلية كرة السلة في سبورتس رفرنس.كوم (الإنجليزية)
- كوينل براون على موقع ريلجم (الإنجليزية)
- كوينل براون على موقع بروبوليرز (الإنجليزية)